# Marktstraße 14 (Weimar)

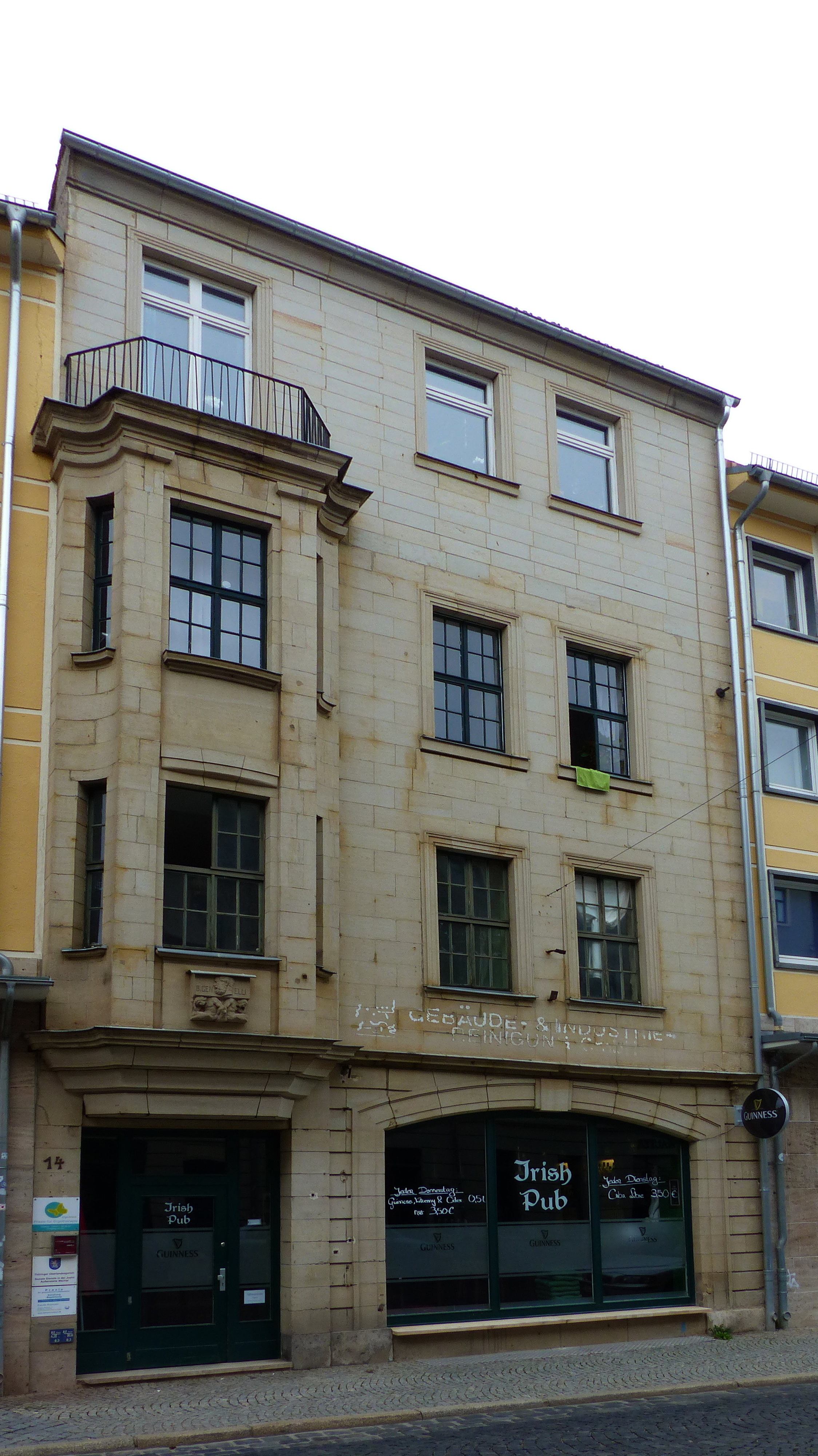
Marktstraße 14

Das Haus Marktstraße 14 in der Altstadt von Weimar ist ein mehrgeschossiges Wohn- und Geschäftshaus.

## Beschreibung
Über dem Portal an dem zweigeschossigen Erker mit Austritt ist ein Relief zu sehen mit u. a. dem Namenszug B. Genelli. Es handelt sich hierbei um den deutschen Maler und Graphiker Bonaventura Genelli (1798–1868). Das Gebäude selbst ist aus hellem Sandstein. Dieses Relief aus grauem Sandstein ist auch in der Gedenktafelliste für Weimar aufgeführt. Der Literaturwissenschaftler und Bibliothekar Paul Raabe wertet die Anbringung der doch aufwendigen Gedenktafel als Beweis für die Sympathie, die Genelli entgegengebracht wurde. Die Marktstraße als Ganzes steht unter Denkmalschutz. Als Einzelobjekt ist es aber nicht aufgelistet. Von dem einstigen Gasthaus „Zum Goldenen Anker“ blieb nur der östliche Fassadenteil erhalten.